# STS-135
|  | Denne artikel handler om en mission i rumfærge-programmet. For informationer om programmet se rumfærge-programmet. |
STS-135 (Space Transportation System-135) er rumfærgen Atlantis' 33. og sidste rummission og den sidste rumfærge-mission i rumfærge-programmet.
Opsendelsen skete d. 8. juli 2011 kl. 11:29 AM lokal tid dvs. 17:29 dansk (sommer)tid. Atlantis blev koblet sammen med ISS d. 10. juli kl. 17:07 dansk tid.
Rumfærgen medbragte Multipurpose logistics-containeren Raffaello til Den Internationale Rumstation (ISS). Der blev udført en rumvandring, men den blev ikke udført af rumfærgebesætningen som det er kutyme, når en rumfærge besøger ISS-rumstationen. I stedet var det de to amerikanske astronauter fra ISS-besætningen der udførte rumvandringen.
Flyvningen var oprindeligt planlagt som redningsmission for STS-134. Men eftersom Kongressen afsatte midler til STS-135 benyttede NASA muligheden for en ekstra mission.

21. juli 2011 klokken 11:57 (dansk tid) landede rumfærgen Atlantis i Kennedy Space Center i Florida, med kaptajn Christopher Ferguson bag pinden, hvilket markerede afslutningen på 30 år med rumfærger i USA.

## Besætning
- Christopher Ferguson (kaptajn)
- Douglas Hurley (pilot)
- Sandra Magnus (1. missionsspecialist)
- Rex Walheim (2. missionsspecialist)

Hovedartikler:

## Missionen
- Atlantis opsendes 17:29 (dansk tid) fra Kennedy Space Center
- Opsendelsen set fra oven
- NASA-folk bl.a. Charles Bolden iagttager rumfærge-programmets sidste opsendelse.
- Atlantis-besætningsmedlem efter opsendelsen

Opsendelsen fandt sted d. 8. juli med næsten 1 million tilskuere. På andendagen var der rutineeftersyn af Atlantis' varmeskjold før næste dags sammenkobling med rumstationen     .
- Atlantis over Bahamas kort før sammenkoblingen med ISS
- Efter sammenkobling og åbning af luge
- Flytning af last fra  Raffaello til rumstationen ISS
- Rumvandring

Dagen efter sammenkoblingen, turens fjerde dag, blev Raffaello flyttet fra rumfærgen til rumstationen. Meget udstyr skulle flyttes fra Raffaello til ISS, og en masse fragt skal retur til Jorden fra rumstationen. Da rumfærgen er det eneste fartøj med så stor lastkapacitet, var der afsat flere dage til overførsel af fragt, og missionen blev forlænget med en dag. Da der ikke er nogen vaskemaskine om bord, skal besætningen have en del tøj bragt op. En person, der er i kredsløb i seks måneder, kan dog ikke forvente at få rent undertøj hver dag. Astronauterne vil typisk skifte undertøj hver 3-4 dag. Snavsetøjet brænder typisk op med Progress-fartøjet, selv om man overvejer at fodre bakterier med det
På femtedagen udførte Michael Fossum og Ronald Garan fra ISS en rumvandring, rumvandringen varede 6 timer og 31 minutter. Reservedele fra Atlantis' lastrum blev hentet og defekte dele fra ISS blev anbragt i stedet for.
Efterfølgende dag blev astronauterne vækket med sangen "Rocket Man" af sangeren Elton John, Elton John takkede endvidere alle de mennesker der har arbejdet med rumfærgerne gennem tiden      .
Yderligere undersøgelse af rumfærgens varmeskjold blev ikke udført, sjette og syvende dag blev brugt på overførsel af fragt og mediekonferencer. En alarm vækkede besætningen pga. fejl på en computer på syvende dag. Besætningen fik lov til at sove en halv time længere på ottendedagen og rumfærgens computerproblemer blev undersøgt nærmere. Den ottende dag blev en mediekonference med præsident Barak Obama afholdt      .

Niende dag, Atlantis fik renset luften i kabinen ved hjælp af rumstationens system, rumfærgens eget system til fjernelse af CO2 var ude af drift .
Tidsplan
1. dag – Opsendelse fra KSC 
2. dag – Undersøgelse af varmeskjold (Orbiter Boom Sensor System – OBSS)
3. dag – Ankomst og sammenkobling rumfærge/rumstation 
4. dag – Raffaello flyttes fra Atlantis' lastrum og kobles til Harmonys nadir-luge 
5. dag – Rumvandring Ronald Garan og Michael Fossum 
6. dag – Hvis nødvendigt udføres en grundig undersøgelse af varmeskjoldet 
7. dag – Overførsel af fragt og delvis hviledag 
8. dag – Mediekonferencer og overførsel af fragt 
9. dag – Overførsel af fragt og delvis hviledag 
10. dag – Raffaello kobles fra rumstationen og monteres i rumfærgens lastrum 
11. dag – Ekstra dag 
12. dag – Frakobling kl. 8:28 
13. dag – Forberedelse til landing 
14. dag – Landing KSC kl. 5:57 AM lokal tid dvs. 11:57 dansk tid 